# 粒子反粒子振動
粒子・反粒子振動（りゅうしはんりゅうししんどう、particle-antiparticle oscillation）または中性粒子振動（ちゅうせいりゅうししんどう、Neutral particle oscillation）とは素粒子物理学において、非ゼロの内部量子数をもつ中性粒子がその反粒子へと交互に変換すること。振動数は毎秒 数兆回程度。これらの振動と関連する粒子混合を通じ、ポアンカレ群（即ちP対称性 (P)、C対称性 (C)、T対称性 (T)）の個々の部分を理解することができる。

## 現象
K中間子、中性子、ボトムクォークを含む中間子、ニュートリノはフレーバーとよばれる内部量子数をもっている。これは粒子とその反粒子は異なるということを意味している。粒子とその反粒子が同じ最終状態へと崩壊する場合には、崩壊には振動に寄与する時間反転した過程がありえる。
A  →  (F)  →  B  →  (F)  →  A  →  ...

中性K中間子の振動。中間状態のππには粒子とその反粒子の双方が崩壊しえる。

ここでA は粒子、Bは反粒子、Fは粒子・反粒子の双方が崩壊しえる粒子の一式である。Fは崩壊しえるものではあるが、実際に崩壊するとは限らないので、カッコ内に記しておいた。
例として、中性K中間子の図を右に示した。
このような過程は実際には量子場理論におけるAとBの状態の質量繰り込みと関連している。しかし、特定の状況下においてはより単純な量子力学模型により取り扱うことができる。即ち、中間の多粒子量子状態を無視して、AとBだけの状態として取り扱うことができる。

## 歴史
粒子反粒子振動が観測された中間子は、これまでK中間子とB中間子がある。
K中間子振動（混合）は、マレー・ゲルマンおよびAbraham Paisにより1955年に予測された。
Bs中間子の振動は、小林誠および益川敏英が1973年に発表した「小林・益川理論」で予想されていた。その後、米国立フェルミ加速器研究所の巨大加速器「テバトロン」を使う国際グループ実験がなされた。2006年4月12日には、同グループの日本側代表が実験で観測したことを発表した。それによると、Bs中間子の粒子反粒子振動の振動数は1秒間に約2兆8000億回である。